# Саратога (Нью-Йорк)
Саратога (англ. Saratoga) — місто (англ. town) в США, в окрузі Саратога штату Нью-Йорк. Населення — 5808 осіб (2020).

## Демографія
Згідно з переписом 2010 року, у місті мешкали 5674 особи в 2279 домогосподарствах у складі 1572 родин. Було 2632 помешкання
Расовий склад населення:
| - 96,9 % — білих - 0,8 % — чорних або афроамериканців - 0,4 % — азіатів - 0,2 % — корінних американців |

До двох чи більше рас належало 1,1 %. Частка іспаномовних становила 2,8 % від усіх жителів.
За віковим діапазоном населення розподілялося таким чином: 23,4 % — особи молодші 18 років, 62,7 % — особи у віці 18—64 років, 13,9 % — особи у віці 65 років та старші. Медіана віку мешканця становила 41,4 року. На 100 осіб жіночої статі у місті припадало 98,5 чоловіків;  на 100 жінок у віці від 18 років та старших — 95,7 чоловіків також старших 18 років.
Середній дохід на одне домашнє господарство  становив 89 623 долари США (медіана — 70 018), а середній дохід на одну сім'ю — 102 074 долари (медіана — 80 375). Медіана доходів становила 53 287 доларів для чоловіків та 46 750 доларів для жінок. За межею бідності перебувало 6,7 % осіб, у тому числі 6,9 % дітей у віці до 18 років та 4,0 % осіб у віці 65 років та старших.
Цивільне працевлаштоване населення становило 2888 осіб. Основні галузі зайнятості: освіта, охорона здоров'я та соціальна допомога — 18,2 %, виробництво — 14,0 %, роздрібна торгівля — 13,1 %.